# ピーターラビット (映画)
『ピーターラビット』（原題：Peter Rabbit）は、2018年制作のコメディ映画。アメリカ合衆国・オーストラリア・イギリス合作、ビアトリクス・ポターの同名キャラクターを基にウィル・グラックが監督し、ザレー・ナルバンディアンとともにプロデューサーも務め、グラックとロブ・リーバーが脚本とストーリーを書いている。
『ピーターラビット』の初の実写映画化作品である。

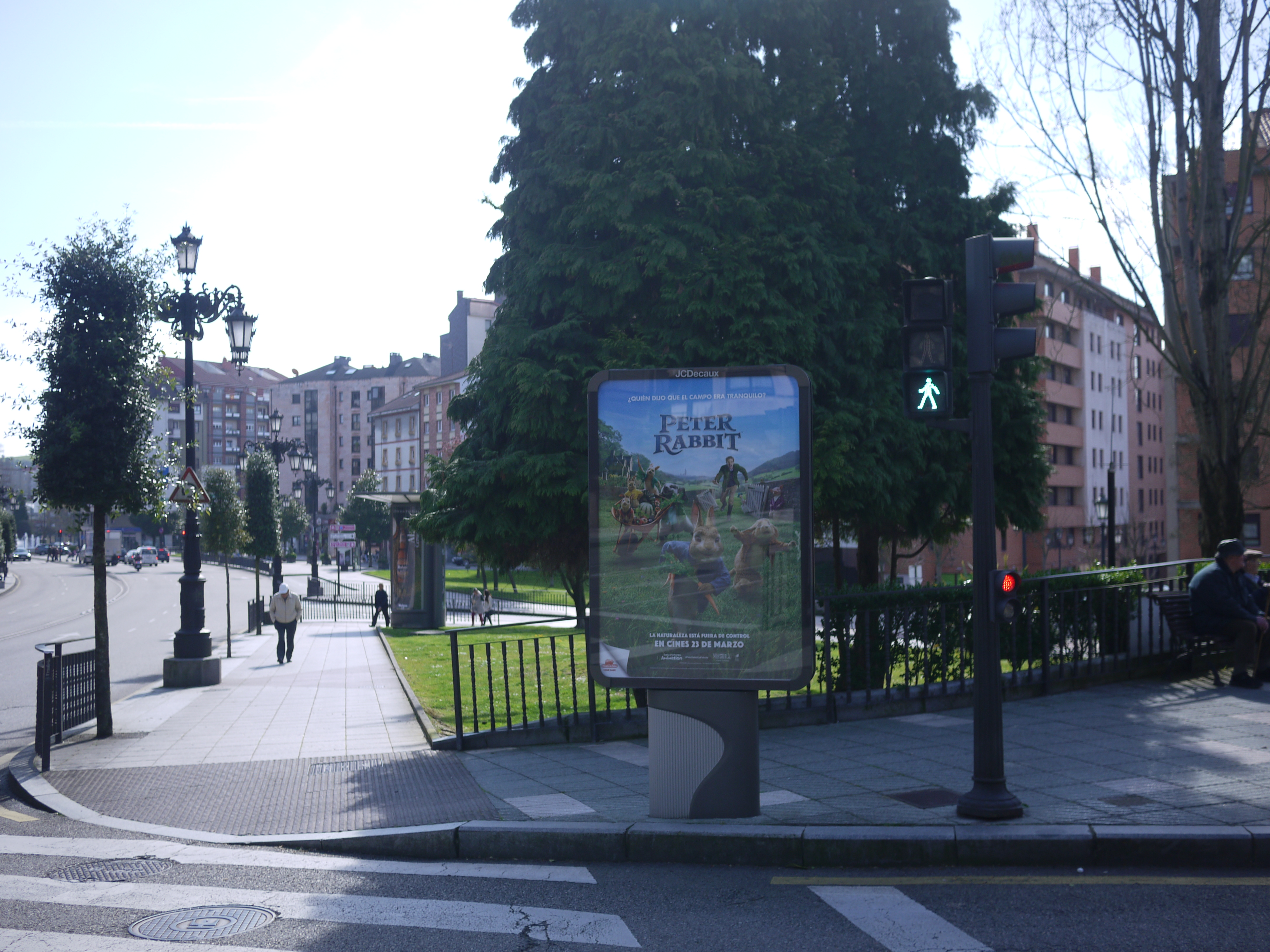
ポスター
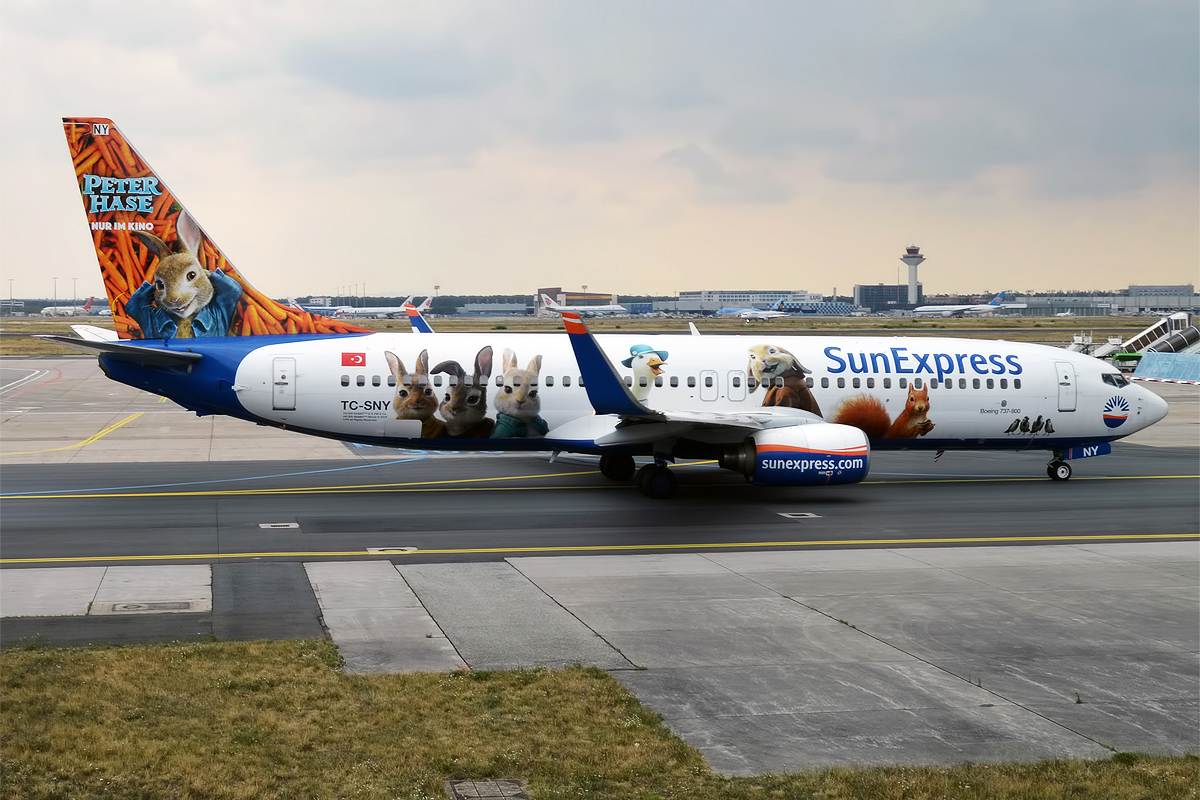
サンエクスプレスボーイング 737-8K5のラッピング航空機
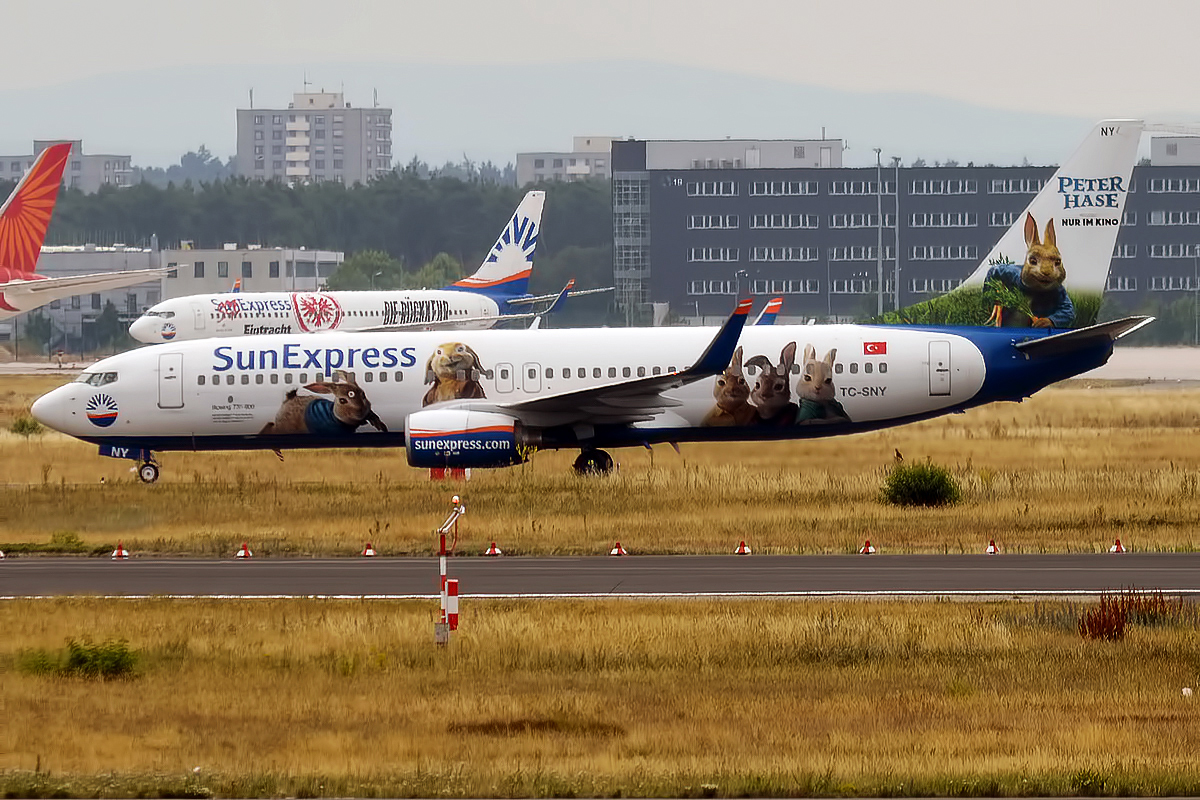

## あらすじ
イギリスの湖水地方に暮らすピーターラビット、そのいとこのベンジャミン、三つ子の妹(それぞれジャケットの色)のフロプシー(赤)、モプシー(黄)、カトンテール(緑青)。彼らの住みかの近所には人間のジョー・マグレガーという人物が住んでいた。ピーターたちの父親は昔マグレガーに捕まってミートパイにされてしまったのだが、ピーターたちはしょっちゅうマグレガーの庭に忍び込んでは農作物を失敬していた。ピーターたちの近所にはビアという画家の女性も暮らしており、彼女はピーターたちがマグレガーに捕まりそうになるといつも助けてくれた。ピーターたちは心優しい彼女を母親のように慕っていた。
ある日ピーターは、マグレガーの庭に父の形見であるジャケットを置いてきてしまう。ピーターは庭に戻るが、運悪くマクレガーに捕まってしまい窮地に陥る。しかし突如マクレガーは心臓発作を起こし、そのまま息絶える。ピーターは浮かれて森の生き物たちを呼び集め、マグレガーの家でどんちゃん騒ぎを繰り広げる。
一方大都会ロンドンでは、マグレガーの甥のトーマスがハロッズの玩具部門で働いていた。ある日上司に呼ばれたトーマスは、ついに昇進が決まったのだと期待に胸を踊らせる。しかし彼に伝えられたのは、会ったこともない大叔父マグレガーの訃報と、昇進のチャンスがなくなったという通告だった。トーマスは大叔父の死にはあまり動揺しなかったものの、昇進の件については激高した。 あまりの怒りで短気を起こして店で暴れたトーマスは、ハロッズを解雇されてしまうのだった。
自宅で落ち込むトーマスの元に「大叔父の住んでいた家をトーマスが相続した」という知らせが入る。家にそれなりの価値があることを知ったトーマスは、それをリフォームして売りに出し、その金で自分のおもちゃ屋を開き、ハロッズを見返してやろうとたくらむ。
大叔父の家の下見にやってきたトーマスは、家を埋め尽くす動物たちに驚き、即座にピーター達を追い出した。そしてピーターたちが庭に入ることができないように囲いを厳重にした。しかしそれにも関わらずピーターとベンジャミンが庭に忍び込んだところ、ベンジャミンがトーマスにつかまってしまう。ピーターと三つ子の妹はベンジャミンをなんとか救い出すが、腹を立てたトーマスは街にうさぎ退治の罠を買いに行く。その街でたまたま買い物をしていたビアに会ったトーマスは、彼女と仲良く話をしながら一緒に村に帰った。ピーター達はその様子を面白くなく思ってみていた。
トーマスとピーターの争いが激化する一方で、トーマスとビアは互いに仲を深めていった。ピーターは、二人の仲を良く思わない。ある日ビアの家の中でピーターとトーマスが争っていたとき、はずみでビアの絵を汚してしまう。トーマスは絵が汚れたことをピーターのせいにし、それを信じたビアは他のうさぎともどもピーターを家から追い出してしまう。ピーターが悲しみにくれる中、ビアとトーマスはさらに惹かれあっていくのだった。
ピーターとトーマスの争いは日に日にヒートアップし、ついにトーマスはピーターらの住む巣穴にリモコン式のダイナマイトを設置する。ピーターらは巣穴から飛び出し、ピーターらは野菜や果物を、トーマスはダイナマイトを投げつけあう激しい争いになる。トーマスの投げたダイナマイトの音を聞きつけたビアが様子を見に外に出てきたが、トーマスは何でもないと言い繕う。しかしそのとき、たまたまトーマスの落したダイナマイトのリモコンを見つけたピーターはスイッチを押してしまう。巣穴に設置されたダイナマイトは爆発し、巣穴の上に生えていた大木が倒れ、ビアのアトリエをつぶしてしまう。激しく怒るビアにトーマスは「ウサギが爆発させた」と説明するが信じてもらえず、ビアはトーマスに失望する。落ち込んだトーマスはロンドンに戻っていった。ビアがピーターたちをいたわる一方、ピーターも幸せな気分にはなれなかった。ふとピーターが、小さいころに亡くなった両親のことを思い出したとき、両親は「愛を分かち合うということは愛を失うことではない」とピーターに語りかけ、ピーターは自分の思い違いに気がつく。
アトリエが壊れてしまったビアは、村を離れようとしていた。ピーターは「ビアが出発するまでに戻ってくる」と妹達に言ってベンジャミンと一緒にロンドンのハロッズへトーマスを捜しに行く。ビアの所に戻ったピーターとトーマスは自分たちのしたことについてビアに謝る。トーマスが一方的にうさぎをいじめていると思っていたビアだったが、ピーターが自分でリモコンを押して見せると、ビアは二人で喧嘩をしていたことを理解した。そこへトーマスの家を買ったという夫婦が現われるが、うさぎたちは彼らを追い出すことに成功し、ピーターはトーマスにウィンクして見せた。
その後、トーマスは村でおもちゃ屋を開き、ビアはピーターとその仲間たちを主人公にしたイラスト入りの本を書き始めた。

## キャスト
| 役名                            | 俳優                             | 日本語吹替       | 日本語吹替       |
| 役名                            | 俳優                             | 劇場公開版       | 機内上映版       |
| ------------------------------- | -------------------------------- | ---------------- | ---------------- |
| ピーターラビット（声）          | ジェームズ・コーデン             | 千葉雄大         | 小森創介         |
| トーマス・マグレガー            | ドーナル・グリーソン             | 浅沼晋太郎       | 内田夕夜         |
| ジェレミー・フィッシャー（声）  | ドーナル・グリーソン             | 多田野曜平       | 藤翔平           |
| ビア                            | ローズ・バーン                   | 渋谷はるか       | 桑島法子         |
| ジマイマ・パドルダック（声）    | ローズ・バーン                   | 雨蘭咲木子       |                  |
| フロプシー（声） / 語り手（声） | マーゴット・ロビー               | 清水理沙         | 田中杏沙         |
| モプシー（声）                  | エリザベス・デビッキ             | 木下紗華         | 鷄冠井美智子     |
| カトンテール（声）              | デイジー・リドリー               | 下田レイ         | 熊谷海麗         |
| ベンジャミン（声）              | コリン・ムーディー               | 吉田ウーロン太   | 岡井カツノリ     |
| マグレガーおじさん              | サム・ニール                     | 糸博             | こばたけまさふみ |
| トミー・ブロック（声）          | サム・ニール                     | こばたけまさふみ |                  |
| ティギーおばさん（声）          | シーア                           | 堀越真己         | 櫻庭有紗         |
| ミスター・トッド（声）          | フェイサル・バッジ               | 青山穣           | 田所陽向         |
| ピグリン・ブランド（声）        | ユエン・レスリー                 | 魚建             |                  |
| ハロッズの支配人                | マリアンヌ・ジャン＝バプティスト | 小宮和枝         |                  |
| バナマン                        | ガレス・デイヴィス               | 多田野曜平       |                  |
| ベティ                          | サシャ・ホーラー                 | 神代知衣         |                  |
| JWルースター二世（声）          | ウィル・ライヒェルト             | 千葉繁           |                  |
| まちねずみジョニー（声）        | デヴィッド・ウェンハム           | 鈴木達央         | 下川涼           |
| ピーターの母（声）              | レイチェル・ウォード             | 杉山滋美         |                  |
| ピーターの父（声）              | ブライアン・ブラウン             | 東地宏樹         |                  |

## 製作

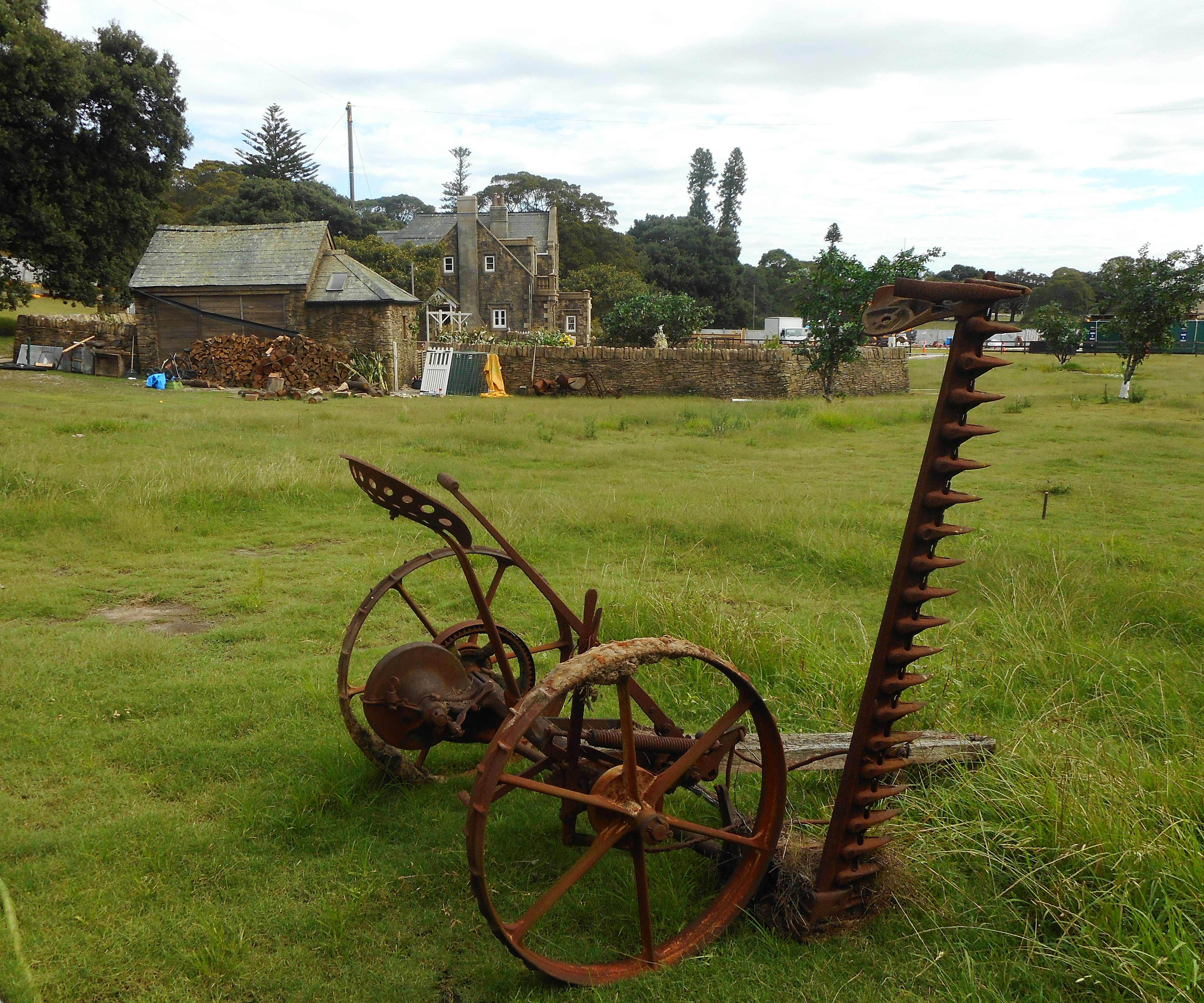
撮影セット

2015年4月、ソニー・ピクチャーズから流失したメールによって、本作の企画の存在が明るみに出た。12月、ソニー・ピクチャーズは正式に企画の存在を認めた。2016年8月4日、ウィル・グラックの監督起用とジェームズ・コーデンとローズ・バーンの起用が発表された。9月26日、デイジー・リドリーとエリザベス・デビッキの出演が決まったと報じられた。10月18日、ドーナル・グリーソンが本作に出演するとの報道があった。24日、マーゴット・ロビーがキャスト入りした。12月18日、本作におけるピーターラビットの画像が公開された。2017年11月7日、シーアが自身のTwitterで本作に出演しているとツイートした。
本作の主要撮影は2016年12月に始まった。生身の人間が演じるシーンはシドニーのセンチネンタル・パークで撮影された。なお、パディントン駅でのシーンは、シドニー市内のセントラル・レールウェイ・ステーションで撮影が行われた。トーマスとピーターの対決シーンは『プライベート・ライアン』を参考にしており、爆発シーンも火薬を用いて撮影されている。

## 公開
当初、本作は2018年3月23日に全米公開される予定だったが、後に公開日は同年2月9日に前倒しされた。
本作は『フィフティ・シェイズ・フリード』及び『15時17分、パリ行き』と同じ週に封切られ、1600万ドル前後を稼ぎ出すと予想されていた。2018年2月9日に全米3725館で公開され、公開初週末に2,500万ドルを稼ぎ出し、週末興行収入ランキングは『フィフティ・シェイズ・フリード』に次ぐ初登場2位の成績を記録した。
イギリスでは『リメンバー・ミー』の記録を抜く興行成績を記録し、2018年で最も人気を集めたファミリー映画となった。他の市場の興行成績は中国2,650万ドル、オーストラリア2,020万ドル、フランス1,230万ドル、ドイツ1,210万ドルとなっている。日本では公開週末に1億8,600万円の興行収入を記録した。

### トラブル
オーストラリア西部の映画館で本作が上映された際、R指定のホラー映画『ヘレディタリー/継承』の予告編が誤って流されるというトラブルがあった。家族連れで賑わっていた室内は一時騒然とし、少なくとも40人の子供が予告編を視聴してしまった。

## 評価

### 批評家からの評価
本作は批評家から好意的に評価されている。映画批評集積サイトのRotten Tomatoesには124件のレビューがあり、批評家支持率は62%、平均点は10点満点で5.8点となっている。サイト側による批評家の見解の要約は「『ピーターラビット』はビアトリクス・ポターの古典のキャラクターたちをカラフルかつ好ましい形で現代に蘇らせた。若い観客たちを楽しませることはできるはずだが、原作をこよなく愛する人たちを激怒させる可能性は十分にある。」となっている。また、Metacriticには25件のレビューがあり、加重平均値は52/100となっている。なお、本作のCinemaScoreはA-となっている。

### 予告編に対する批判
2017年9月21日に本作の予告編第1弾が公開されるや否や、ネットを中心に「映画版はビアトリクス・ポターの原作絵本に対する冒涜である」という主旨の批判が巻き起こった。『コライダー』は本作の予告編を「ゴミ」「低俗なコメディでゾッとする」と評した。『ガーディアン』は「ピーターラビットの映画はある種の極めて無能な人間の所行に思える。（中略）。ピーターラビット―エドワード7世の治世下に生きていた、穏やかで優しいピーターラビット―の極めて痛ましい光景が広がっている。」と批判している。『メトロ』は「もしも映画版が2分間の予告編通りの作品なら、『絵文字の国のジーン』以来最大の問題作になるはずだ。」「注意深く耳を澄ませれば、ビアトリクス・ポターが墓の下で憤慨している声が聞こえてくるだろう。」と述べた。11月7日、予告編第2弾が公開されたが、こちらは激しい批判に晒されなかった。

### アレルギーの扱い方に関する批判
本作にはウサギたちがブラックベリーアレルギーのトーマス・マクレガーにブラックベリーを投げつけ、彼をアナフィラキシーショックに至らしめるシーンが存在する。公開直後から、このシーンがアレルギー患者に対するいじめであるという批判が相次ぎ、配給元のソニーに謝罪を要求する声が高まった。こうした声を受けて、ソニー・ピクチャーズは当該シーンが配慮を欠いたシーンであったことを認めて謝罪した。

## 続編
2018年5月、続編の製作がスタートし、監督やキャストは続投することが報じられた。2019年2月22日、デヴィッド・オイェロウォの出演が決まったとの報道があった。本作の続編『ピーターラビット2/バーナバスの誘惑』は2021年3月25日にオーストラリアで封切られ、順次各国で公開された。日本では6月25日に公開。